# Aelini
Aelini – plemię pluskwiaków z podrzędu różnoskrzydłych i rodziny tarczówkowatych. 
W 2011 zaliczano tu 37 gatunków z 4 rodzajów, w tym:
- Aelia Fabricius, 1803 – lednica
- Aeliopsis Bergevin, 1931
- Neottiglossa Kirby, 1837 – nidzica

W Polsce plemię to reprezentuje 5 gatunków. Wszystkie są fitofagami ssącymi soki traw.